# Łukasz Zakreta
Łukasz Zakreta (ur. 25 lutego 1991) – polski piłkarz ręczny, bramkarz, od 2022 roku zawodnik MMTS Kwidzyn.
Wychowanek Szczypiorniaka Olsztyn. W latach 2014–2017 zawodnik pierwszoligowej Warmii Olsztyn. W 2017 trafił do MKS-u Kalisz. W Superlidze zadebiutował 2 września 2017 w przegranym spotkaniu z Vive Kielce (20:36). W sezonie 2017/2018, w którym rozegrał w najwyższej polskiej klasie rozgrywkowej 28 meczów i zdobył dwa gole, bronił ze skutecznością 26,9% (124/461), a ponadto w kwietniu 2018 został wybrany zawodnikiem miesiąca Superligi (w głosowaniu pokonał Łukasza Rogulskiego i Arkadiusza Morytę). W sezonie 2018/2019, w którym wystąpił w 35 spotkaniach i rzucił trzy bramki, bronił ze skutecznością 31,1% (269/865).
Od 2007 powoływany był do reprezentacji Polski juniorów. W 2009 uczestniczył w otwartych mistrzostwach Europy U-19 w Göteborgu (18. miejsce).
W kadrze narodowej zadebiutował 28 grudnia 2019 roku w wygranym meczu z Arabią Saudyjską (28:15).
Reprezentant Polski w plażowej piłce ręcznej. Uczestniczył w mistrzostwach Europy w Chorwacji (2017) i mistrzostwach Europy w Polsce (2019) oraz World Games we Wrocławiu (2017). W sierpniu 2018 wraz z zespołem BHT GRU Juko Piotrków Trybunalski zdobył mistrzostwo Polski w plażowej piłce ręcznej.

## Osiągnięcia
Indywidualne
- Gracz Miesiąca Superligi: kwiecień 2018 (MKS Kalisz)[4]